# Загребский квартет

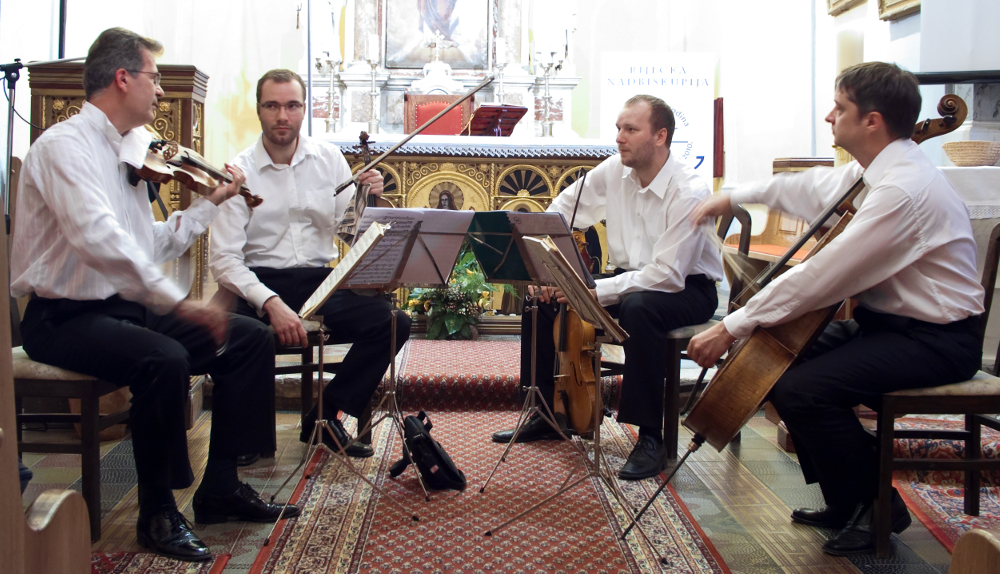
Загребский квартет в 2009 году

Загребский квартет (хорв. Zagrebački kvartet) — старейший струнный квартет Хорватии. Основан в 1919 году скрипачом и педагогом Вацлавом Хумлом. Коллектив существовал до 1943 года, после чего был воссоздан в 1954 году. За время своей деятельности квартет дал более 3000 концертов, в том числе за рубежом, и записал свыше 60 грампластинок и компакт-дисков.
Загребский квартет трижды становился лауреатом Премии Владимира Назора за выдающийся вклад в культуру Хорватии — в 1965, 1979 и 2009 годах.

## Состав квартета
1919-1943:
Первая скрипка:
- Вацлав Хумл (1919)
- Ян Прыбыл
- Франциш Арань
- Ян Холуб
- Ладислав Миранов (1928—1937)
- Златко Топольски
- Стьепан Шулек
- Александар Сегеди
- Людевит Доброньи

Вторая скрипка:
- Милан Граф

Альт:
- Ладислав Миранов (1919)
- Драгутин Арань (1920—1943)

Виолончель:
- Умберто Фабри

1954-1977
Первая скрипка:
- Йосип Клима (1954—1977)
- Златко Балия (1954—1967)
- Эдо Печарич (1954—1961, 1967—1977)
- Никола Ямброшич (1962—1967)

Вторая скрипка:
- Йосип Клима (1962—1967)
- Златко Балия (1954—1967)
- Эдо Печарич (1954—1961)
- Никола Ямброшич (1954—1961)
- Томислав Шестак (1954—1961)
- Иван Кузмич (1967—1977)

Альт:
- Душан Странич (1954—1967)
- Даниэль Туне (1967—1977)
- Анте Живкович (1967—1977)

Виолончель:
- Звонимир Помыкало (1954—1961)
- Фред Кифер (1954—1967)
- Йосип Стоянович (1967—1977)

С 1977 г.
Первая скрипка:
- Джордже Тркулия (1977—1987)
- Горан Кончар (с 1987—2012)
- Сергей Евсеев (c 2012

Вторая скрипка:
- Мария Кобенцл (1977—1987)
- Горан Бакрач (1987—2001)
- Давор Филипс (с 2001)

Альт:
- Анте Живкович (1977—2006)
- Хрвое Филипс (с 2006)

Виолончель:
- Йосип Стоянович (1977—1991)
- Мартин Йордан (с 1991)